# Agnes Mulder
Agnes Mulder (Hardenberg, 21 de octubre de 1973) es una política neerlandesa que actualmente ocupa un escaño en la Segunda Cámara de los Estados Generales por el partido Llamada Demócrata Cristiana (Christen-Democratisch Appèl, CDA).

## Biografía
Mulder ingresó a estudiar Inglés y Relaciones Internacionales en la Universidad de Groningen en 1992. Dos años más tarde ingresó a las filas de la CDA; en particular, fue en Groningen donde se convirtió en una activa militante de las juventudes de ese partido y más tarde, ocuparía puestos de avanzada en la directiva partidaria a nivel nacional.
En 2003, fue elegida miembro del Consejo Provincial de Drente, siendo la líder adjunto. En 2010 asumió un cargo en el Concejo municipal del ayuntamiento de la ciudad de Assen, plenario donde su partido logró cinco escaños: en ese concejo se convirtió en la líder del conglomerado local, puesto que abandonó tras ser electa en las parlamentarias de 2012.